# نبرد (فیلم ۱۹۳۴)
نبرد (انگلیسی: The Battle) فیلمی در ژانر جنگی و درام به کارگردانی تیم ولان است که در سال ۱۹۳۴ منتشر شد. از بازیگران آن می‌توان به شارل بوآیه و مرل اوبرون اشاره کرد.